# Mieczysław Wądołowski
Mieczysław Wądołowski (ur. w 1952 roku w  Reszlu) – członek zespołu Czerwone Gitary, w którym gra od czerwca 1997 na gitarze akustycznej i akordowej (czyli akustycznej 12-strunowej). Pochodzi z Reszla, w którym się urodził i wychował.
Wygrał m.in. Konkurs na najlepsze wykonanie piosenki Krzysztofa Klenczona, jest także zdobywcą Złotego Samowara oraz jest laureatem przeglądu piosenki radzieckiej. Na płycie Czerwone Gitary OK znajdują się jego 3 kompozycje. Zanim zaczął grać z zespołem pracował w jednej z firm stolarskich w Reszlu. Jego największym marzeniem było grać w Czerwonych Gitarach, co spełniło się po latach.
Z Czerwonymi Gitarami nagrał 2 płyty – Czerwone Gitary OK oraz Jeszcze gra muzyka. Na każdej z nich znajdują się jego kompozycje. Oprócz tego, że gra na gitarach, jest również wokalistą. W marcu 2009 wraz z zespołem nagrał płytę Herz verschenkt, a w 2015 roku album Jeszcze raz promowany przez skomponowaną przez niego piosenkę "Trochę przed wieczorem".